# Croton socotranus
Espèce
Statut de conservation UICN

 LC  : Préoccupation mineure
Croton socotranus est une espèce de plantes à fleurs du genre Croton et de la famille des Euphorbiaceae, présente à Socotra.
Il a deux sous-espèces :
- Croton socotranus var. pachyclados (Radcl.-Sm.) Radcl.-Sm., 1989

présent à Socotra (Mt. Hamaderoh) et ayant pour synonyme :
- - Croton pachyclados, Radcl.-Sm., 1971
- (en) UICN : espèce Croton socotranus Balf.f., 1884 (consulté le 19 mai 2015)
- (en) Catalogue of Life : Croton socotranus pachyclados (Radcl.-Sm.) Radcl.-Sm.

et
- Croton socotranus var. socotranus
- (en) Catalogue of Life : Croton socotranus socrotanus